# Справцев, Сергей Валентинович
Сергей Валентинович Справцев (1958—2010) — советский и российский офицер, подводник. Командир крейсерской атомной подводной лодки К-317 «Пантера» Краснознамённого Северного флота, Герой Российской Федерации (9.01.1999). Капитан 1-го ранга (9.08.1994).

## Биография
Родился 29 августа 1958 года на Соловках Архангельской области. Русский. С 1965 года по 1973 год обучался в средней школе в Выборге, в котором его отец проходил службу в морском учебном отряде.
В 1975 году окончил Ленинградское Нахимовское военно-морское училище, в 1980 году — Высшее военно-морское училище подводного плавания имени Ленинского комсомола.
Службу проходил на атомных подводных лодках Краснознамённого Северного флота: с августа 1980 — командир ракетно-торпедной группы, с октября 1982 — командир БЧ-5 532-го экипажа большой подводной лодки, с ноября 1986 — старший помощник командира 246-го экипажа большой подводной лодки, с июля 1989 — старший помощник командира ПЛ К-467, с сентября 1990 — командир 281-го экипажа ПЛ. Отлично зарекомендовал себя на всех должностях, но особо отличился в качестве командира крейсерской атомной подводной лодки К-317 «Пантера» (проект 971) Краснознамённого Северного флота, которой командовал с декабря 1993 года.
С 9 августа 1994 года — капитан 1-го ранга.
В конце 1995 — начале 1996 годов экипаж лодки под командованием С. В. Справцева выполнял задачи боевой службы на АПЛ К-461 «Волк» в составе первой в ВМФ России авианосной многоцелевой группы в Средиземном море. Лодка осуществляла дальнее противолодочное обеспечение ТАКР «Адмирал Флота Советского Союза Кузнецов». Во время похода в одном из отсеков произошла авария, всплывать было нельзя, так как в это время лодка преодолевала противолодочный рубеж. Неисправность была устранена в подводном положении и экипаж продолжил выполнение боевой задачи. Дважды были обнаружены иностранные атомные подводные лодки, в том числе американская АПЛ типа «Лос-Анджелес», за которыми проводилось длительное слежение, в общей сложности до 150 часов. Причём сама ПЛА «Волк» оставалась незамеченной.
В 1998 году на ПЛА К-328 «Леопард» С. В. Справцев со своим экипажем вновь успешно решал сложные задачи в дальнем походе.
Указом Президента Российской Федерации от 9 января 1999 года «за мужество и героизм, проявленные при выполнении воинского долга в условиях, сопряжённых с риском для жизни», капитану 1-го ранга Справцеву Сергею Валентиновичу присвоено звание Героя Российской Федерации с вручением знака особого отличия — медали «Золотая Звезда» (№ 476).
В 1999—2002 годах проходил службу старшим офицером 1-го управления в Главном управлении кадров Министерства обороны Российской Федерации. С 2002 года капитан 1-го ранга С. В. Справцев — в запасе.
С 2005 года жил в городе Выборге Ленинградской области.
Умер 23 августа 2010 года. Похоронен на Южном кладбище в Выборге. В 2017 году на здании выборгской школы № 12 открыта памятная доска, посвящённая герою-подводнику.

## Награды
- Герой Российской Федерации (9 января 1999)
- орден «За службу Родине в Вооружённых Силах СССР» III степени (1991)
- медали